# Богомилово
Богомѝлово е село в Южна България, община Стара Загора, област Стара Загора.

## География
Центърът на село Богомилово се намира на около 7 km югозападно от центъра на град Стара Загора, но кварталът „Студентско градче“ – землищен анклав на Стара Загора, започва на около 0,5 km от източния край на Богомилово. Селото е разположено в южните разклонения на Сърнена Средна гора. Надморската височина в центъра на селото е около 250 m при преобладаващ наклон на терена на югоизток. Климатът е преходно-континентален; преобладават канелени почви, рендзини и смолници.
Третокласният републикански път III-6602 през село Богомилово води на североизток до Стара Загора, а южно от селото прави връзка с второкласния републикански път II-66, който на изток се свързва с първокласния републикански път I-5, а на юг през село Ракитница и след връзка с автомагистрала „Тракия“ води към град Чирпан. Общински път от Богомилово на запад води към Кирилово и други села.
Землището на село Богомилово граничи със землищата на: село Малка Верея на северозапад, север и североизток; град Стара Загора и село Еленино на изток; село Християново на югоизток; село Кирилово на юг и запад.
Етническият състав на населението на село Богомилово по численост и дял на етническите групи според преброяването през 2011 г. е:
| Етнически групи     | Численост | Дял (в %) |
| Общо                | 1552      | 100       |
| Българи             | 1296      | 83,51     |
| Турци               | 106       | 6,83      |
| Цигани              | ...       | ...       |
| Други               | ...       | ...       |
| Не се самоопределят | ...       | ...       |
| Не отговорили       | 141       | 9,09      |

Числеността на населението на село Богомилово по данните от преброяванията от 1934 г. насам се променя както следва:
| \| Година на преброяване \| Численост \| \| --------------------- \| --------- \| \| 1934 \| 1433 \| \| 1946 \| 1395 \| \| 1956 \| 1142 \| \| 1965 \| 1053 \| \| 1975 \| 1209 \| \| 1985 \| 1500 \| \| 1992 \| 1455 \| \| 2001 \| 1484 \| \| 2011 \| 1552 \| \| 2021 \| 1618 \| |           |
| Година на преброяване | Численост |
| 1934 | 1433      |
| 1946 | 1395      |
| 1956 | 1142      |
| 1965 | 1053      |
| 1975 | 1209      |
| 1985 | 1500      |
| 1992 | 1455      |
| 2001 | 1484      |
| 2011 | 1552      |
| 2021 | 1618      |

## История
След Руско-турската война 1877 – 1878 г. по Берлинския договор 1878 г. селото – тогава с име Tekè, остава в Източна Румелия; присъединено е към България след Съединението 1885 г. Селото с име Teke е преименувано на Богомилово през 1906 г. След Освобождението 1878 г. в него се заселват българи от чирпанските села.
Източно от Богомилово има следи от голяма пътна станция на пътя Августа Траяна (Стара Загора) – Филипопол (Пловдив). В околностите на селото са открити останки от тракийски селища, 32 надгробни могили, тракийско светилище и средновековна крепост. Намерени са оброчни плочки на Тракийския Херос и части на тракийска колесница. От дервишкия манастир (теке, от където идва старото име на селото) е запазена голяма стара чешма, изградена от монолитен гранитен блок – римски саркофаг с гръцки надгробен надпис. Водата, която извира на повече от километър североизточно от чешмата, се докарва по глинен тръбопровод, подобен на откритите в римските вили в региона.
Богомилово е основано като спахийско село и чифлик. През османския период селото – с името Теке, се включва в семейния вакъф на влиятелната фамилия Гюмлюоглу, която според Халил Иналджък произхожда от български аристократичен род. Строежът на намиралото се в непосредствена близост до селото теке на Мюмин баба се приписва на членовете на това семейство.
Училище в село Богомилово е открито през 1895 г. До 1930 г. то е начално. От учебната 1930 – 1931 г. то е в нова сграда, вече като основно училище; от 1934 г. носи името „Иван Вазов“. През 2003 г. поради намалелия брой на учениците училището е закрито.
Читалище е основано през 1927 г. под името „Възпитател“; преименувано е на „Иванка Терзиева“. През 2009 г. на законово основание към наименованието му е добавена годината на неговото първоначално създаване и то става „Иванка Терзиева-1927“.
Кооперация в село Богомилово е основана през 1924 г. с наименование Кредитно кооперативно сдружение „Свети Кирил и Методий“; по-късно се преименува на Потребителна кооперация „Свети Кирил и Методий“ – село Богомилово. Ръководи се от управителен съвет, който се избира на годишно общо събрание. Кооперацията развива финансова и търговска дейност – кредитиране и влогонабиране, доставка на продоволствени стоки, изкупуване на произведената селскостопанска продукция и други. След 9 септември 1944 г. продължава съществуването си.

## Религии
В село Богомилово се изповядват православно християнство и ислям.

## Обществени институции
Село Богомилово към 2025 г. е център на кметство Богомилово.
В село Богомилово към 2025 г. има:
- читалище „Иванка Терзиева-1927“;[19]
- православна църква „Свето Възнесение“;[20]
- месчид (месчит, мюсюлмански молитвен дом, джамия);[21]
- пощенска станция.[22]

## Редовни събития
5 май – празник на село Богомилово; всяка година на този ден се отбелязва празника на селото с тържествена програма и хоро.

## Личности
- Иванка Терзиева – родена в село Богомилово на 2 октомври 1924 г.; загинала в борбата против фашизма на 09.06.1944 г. В Богомилово читалището и улица в селото носят името ѝ.[23]
- Иво Папазов – Ибряма, кларинетист
- Мария Карафезиева, народна певица
- Георги Нунев, фотограф
- Светлозар Недев, художник
- Симоне Маркова, народна певица
- Евгени Марков, барабанист
- Марко Недев Марков, кавалджия